# Prueba de paternidad
Una prueba de paternidad es un estudio genético que tiene como objeto determinar el vínculo genético ascendente en primer grado entre un individuo y su progenitor masculino, o su progenitor femenino en el caso de existir duda si el individuo fue cambiado en alguna situación extraña.

## Grados de certeza
En 1921, Reuben Ottenberg decidió utilizar el grupo sanguíneo ABO para demostrar la paternidad. Sin embargo, este método daba un margen de error importante, por lo que servía exclusivamente para la exclusión de la paternidad pero no para la confirmación.
A mediados del siglo XX en España un grupo de pediatras como Bravo, Alonso Muñoyerro y Alustiza intentaron formalizar la legalización del padre con asunción de responsabilidades económicas con el fin de disminuir la alta tasa de niños abandonados pero hubo muchas trabas y no lo consiguieron.
El ser humano, al tener reproducción sexual, hereda un alelo de la madre y otro del padre. La prueba de paternidad genética se basa en comparar el ADN nuclear de ambos. Para determinar estadísticamente la exactitud de la prueba, se calculó el índice de paternidad, el cual determinaba la probabilidad de que existiera otra persona con el mismo perfil genético.[cita requerida]
Las investigaciones de ADN permitieron usar los marcadores genéticos en la secuencia de nucleótidos del ADN genómico. En 1985, se descubrieron los minisatélites formados por secuencias de nucleótidos que se repiten en número variable y, gracias a los multilocus y a la técnica de Southern blots, en 1993 se llegó a estudios genéticos del ADN que permiten saber quién es el padre genético con una certeza de 0,99998 (del 99,998%).[cita requerida]

Más tarde, se descubrieron marcadores más específicos de secuencia del ADN que permitieron una certeza del 99,9999% para saber quién es el padre genético, siempre y cuando se tenga una muestra genética del posible padre y del supuesto hijo o hija.[cita requerida]
Los marcadores que más se utilizan son las llamadas "huellas digitales" del ácido desoxirribonucleico, que son variaciones que se heredan en las longitudes del ADN repetitivo. La nomenclatura utilizada para la asignación de los alelos para los diferentes STR (SHORT TANDEM REPEATS) está regulada por un comité de nomenclatura de la Sociedad Internacional de Genética Forense. Todos los resultados de ADN para paternidad o maternidad que se realicen siguiendo estas consideraciones científicas deben ser iguales en cualquier parte del mundo.[cita requerida]
La prueba de análisis de ADN tiene alta confiabilidad pero carece de certeza. La probabilidad de certeza se relaciona con la probabilidad estadística de que dos personas tengan las mismas huellas de ADN, como sucede, por ejemplo, en el caso de los gemelos. La seguridad depende de cuántos marcadores se comparen, y eso varía según el caso y lo que se quiere buscar o demostrar. También depende de qué tan comunes sean esos mismos marcadores en la población estudiada. No existe una certeza del 100%, y por eso se considera una probabilidad del 99,9999%.
Cuando no se cuenta con muestras del presunto padre, se puede obtener un índice de paternidad utilizando muestras de los padres paternos. También es posible obtener muestras de prenatales mediante el procedimiento de amniocentesis y el de las vellosidades coriónicas.[cita requerida]
La prueba de paternidad se utiliza mucho en animales.
¿Que es una Prueba de Paternidad?
Las pruebas de paternidad por ADN son la forma más avanzada y precisa para determinar las relaciones biológicas entre individuos. Se utilizan principalmente para confirmar la paternidad o la maternidad, pero también pueden revelar lazos familiares más amplios. Estas pruebas son esenciales en la resolución de casos legales, la confirmación de lazos paternos y relación biológicas de padre-hijo o de familiares cercano. Estas pruebas pueden realizarse durante el embarazo o después del nacimiento.
Normalmente para hacer una Prueba de Paternidad se utiliza un hisopo bucal que se frota suavemente dentro de la boca en contra de las mejillas para recoger las células que contienen el ADN,  aunque también existen otros métodos alternativos como la utilización de cabellos, manchas de sangre, semen pedacitos uñas cortadas, etc, que también sirven para hacer la prueba de ADN.
Cuanto Cuesta una Prueba de ADN?
El Costo de una prueba de ADN puede variar dependiendo del tipo de prueba y del lugar donde se realice. 